# Грошев, Дмитрий Николаевич
Дмитрий Николаевич Грошев (1918—1943) — гвардии младший сержант Рабоче-крестьянской Красной Армии, участник Великой Отечественной войны, Герой Советского Союза (1943).

## Биография
Дмитрий Грошев родился 22 июля 1918 года в деревне Борисовская (ныне — Некрасовский район Ярославской области) в крестьянской семье. Получил начальное образование, работал в колхозе. В 1939 году был призван на службу в Военно-морской флот СССР. Служил на Дальнем Востоке. После начала Великой Отечественной войны он несколько раз подавал рапорты об отправке на фронт. В 1943 году направлен учиться на бронебойщика, а затем отправлен на фронт. Участвовал в Курской битве, освобождении Левобережной Украины. В боях два раза был ранен. К сентябрю 1943 года гвардии младший сержант Дмитрий Грошев был наводчиком противотанкового ружья отдельной роты противотанковых ружей 24-й гвардейской механизированной бригады, 7-го гвардейского механизированного корпуса, 60-й армии, Центрального фронта. Отличился во время битвы за Днепр.
25 сентября 1943 года Грошев одним из первых в своём подразделении переправился через Днепр в районе села Домантово Чернобыльского района Киевской области, занял удобную позицию и прикрыл переправу передового отряда бригады. Он принял активное участие в боях за расширение плацдарма и освобождении деревень Долматово, Городищево и Губин. 3 октября 1943 года в бою у села Губин позиция Грошева была атакована двумя средними танками и самоходным артиллерийским орудием «Фердинанд». Наводчик подбил оба танка, однако броню «Фердинанда» огнём противотанкового ружья пробить не смог, и тогда, подобравшись поближе, стал забрасывать самоходку гранатами, вынудив противника отступить. В том бою Грошев погиб, но не пропустил немецкие подразделения. Похоронен в селе Губин.

## Награды
Указом Президиума Верховного Совета СССР от 17 октября 1943 года за «мужество и героизм, проявленные при форсировании Днепра и в боях за расширение плацдарма» гвардии младший сержант Дмитрий Грошев посмертно был удостоен высокого звания Героя Советского Союза. Также был награждён орденом Ленина.

## Память
В родном селе Грошева установлен памятник.